# Ріко Арена
«Ріко Арена» (англ. Ricoh Arena) — багатофункціональний стадіон у Ковентрі, Англія, домашня арена ФК «Ковентрі Сіті».
Стадіон побудований та відкритий 2005 року. У 2010 році реконструйований.
На час проведення Олімпійських ігор 2012 року арена мала назву «Сіті оф Ковентрі Стедіум»